# Ligamento interespinoso

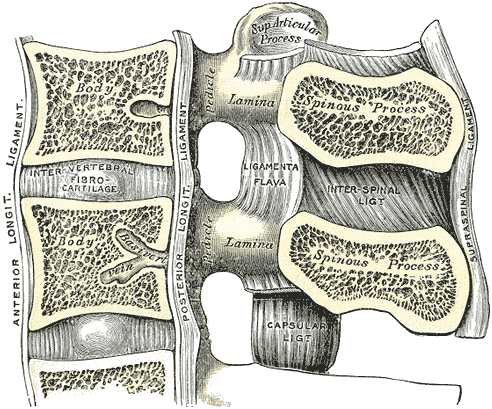
Sección sagital de dos vértebras lumbares con el ligamento intraespinoso en el centro a la derecha

Los ligamentos interespinosos son ligamentos que unen la parte central de las vértebras de la columna. 
Estos ligamentos son membraniformes, de forma variada según sea la región. Son pequeños y están situados entre las apófisis espinosas de las vértebras  siendo en total veintitrés. El primero se sitúa entre el axis y la tercera vértebra cervical; el último, entre la quinta vértebra lumbar y el sacro. Todos se componen de manojos fibrosos blancos más o menos paralelos y a veces entrecruzados y de algunas fibras elásticas, tanto mas abundantes cuanto más robustos son.

## Cuello
Los ligamentos interespinosos del cuello se componen de tres partes: una media o interespinosa y dos laterales o interlaminares. La porción media se inserta por arriba y por abajo en la línea media de las apófisis espinosas correspondientes. Sus caras laterales corresponden a los músculos interespinosos, su extremidad posterior se confunde con el ligamento supraespinoso y su extremidad anterior con los ligamentos amarillos.
Las porciones laterales son más anchas que la precedente y están situadas detrás de los ligamentos amarillos y delante de los músculos profundos del espinazo. Tienen forma cuadrilátera, se insertan por los bordes superior e inferior en los bordes correspondientes de las láminas; el borde interno se continúa con la porción central y el borde externo llega y se confunde con los ligamentos capsulares de las apófisis articulares.

## Región dorsal y lumbar
Los ligamentos interespinosos de la región dorsal son pequeños y triangulares, más manifiestos entre las primeras y últimas vértebras que entre las centrales, llevan la misma dirección oblicua que estas apófisis espinosas, sus caras corresponden a los músculos multífidos del espinazo, sus bordes superior e inferior se insertan en los bordes correspondientes de las apófisis espinosas, su vértice que es anterior corresponde a los ligamentos amarillos y la base que es posterior se confunde con el ligamento supraespinoso.
Los ligamentos interespinosos de la región lumbar son más robustos y de forma cuadrilátera, sus caras laterales corresponden a los mismos músculos multífidos, el borde superior se inserta en la cresta central del borde inferior de cada apófisis espinosa, el borde posterior corresponde al ligamento supraespinoso y el borde anterior a los ligamentos amarillos.